# Ольшами
Ольшами (пол. Olszamy) — село в Польщі, у гміні Промна Білобжезького повіту Мазовецького воєводства.
Населення — 161 особа (2011).
У 1975-1998 роках село належало до Радомського воєводства.

## Демографія
Демографічна структура станом на 31 березня 2011 року:
|          | Загалом | Допрацездатний вік | Працездатний вік | Постпрацездатний вік |
| -------- | ------- | ------------------ | ---------------- | -------------------- |
| Чоловіки | 88      | 27                 | 51               | 10                   |
| Жінки    | 73      | 14                 | 42               | 17                   |
| Разом    | 161     | 41                 | 93               | 27                   |